# سكوت كالدويل
سكوت كالدويل (بالإنجليزية: Scott Caldwell)‏ (15 مارس 1991 بويماوث في الولايات المتحدة - ) هو لاعب كرة قدم أمريكي في مركز الوسط. شارك مع منتخب الولايات المتحدة تحت 17 سنة لكرة القدم ومنتخب الولايات المتحدة تحت 18 سنة لكرة القدم. أما مع النوادي، فقد لعب مع نيو إنجلاند ريفولوشن وFlint City Bucks ‏ وAkron Summit Assault ‏ وCentral Jersey Spartans ‏.

## وصلات خارجية
- سكوت كالدويل على موقع الدوري الأمريكي (الإنجليزية)
- سكوت كالدويل على موقع قاعدة بيانات كرة القدم.إي يو (الإنجليزية)
- سكوت كالدويل على موقع Soccerbase.com (لاعب) (الإنجليزية)
- سكوت كالدويل على موقع Soccerway.com (الإنجليزية)
- سكوت كالدويل على موقع عالم كرة القدم.نت (الإنجليزية)
- سكوت كالدويل على موقع AS.com (الإسبانية)